# Manuscrit de Tanjung Tanah
Le manuscrit de Tanjung Tanah est un document qu'Ulrich Kozok, professeur à l'université de Hawaii, a fait analyser en 2002, révélant une datation du XIVe siècle apr. J.-C. Rédigé dans un alphabet similaire au kawi (vieux-javanais), en malais et sanscrit, on pense qu'il est le plus ancien manuscrit malais existant dans le monde.
Le manuscrit est une description du droit des Kerinci de Kemitan à Sumatra. Il couvre des sujets tels que l'obéissance au roi, le comportement en société, le vol, les litiges et l'adoption. Il est écrit sur du daluang ou dluwang, un papier obtenu à partir de l'écorce du mûrier à papier.
Il mentionne le nom de Dharmasraya, un royaume qui a existé aux XIIIe et XIVe siècles dans l'actuelle province de Sumatra occidental, comme suzerain du royaume des Kerinci.
1. ↑  "Uli Kozok : Discoverer of world's oldest Malay manuscript", The Jakarta Post, 19 janvier 2008